# Supersport
Supersport (abrégé SSP) désigne une catégorie de courses sur circuit de vitesse moto. Cette catégorie de soutien est considérée comme l'anti-chambre du Superbike. Il existe, comme pour le Superbike, des championnats nationaux en Grande-Bretagne, en France, en Espagne, aux États-Unis, etc. Cette catégorie a été créée en 1995 d'abord sous le nom de Thunderbike Trophy, et en 1997, elle porte définitivement le nom de Supersport. Le mondial Supersport, tout comme le mondial Superbike, est gérée par la FIM (Fédération internationale de motocyclisme).

## Réglementation et technique
Les motos engagées en Supersport sont appelées motos de production très proches de celles de série. Elles peuvent recevoir des améliorations mais pas de refonte totale. Pour qu'un constructeur soit engagé dans la catégorie Supersport, il doit vendre 1 000 machines de sa série.
Les machines Supersport sont des motos 4-temps avec une cylindrée de 600 cm3. La marque Honda a dominé cette catégorie où elle a été couronnée huit fois avec William Costes, Fabien Foret, Chris Vermeulen, Karl Muggeridge, Sébastien Charpentier (deux fois), Kenan Sofuoglu (deux fois) et Andrew Pitt.
En 2006, le français Sébastien Charpentier devient le premier pilote à devenir double champion du monde Supersport.
En 2009, le britannique Cal Crutchlow, pilote Yamaha, met fin à l'hégémonie de Honda et de l'écurie Ten Kate qui détenait le titre pilote depuis 2002.
En 2010, le turc Kenan Sofuoglu devient le troisième pilote à être deux fois champion du monde Supersport après Sébastien Charpentier et Andrew Pitt.
En 2012, le turc Kenan Sofuoglu devient le premier pilote à avoir gagné un troisième titre, un record qu'il améliore avec un quatrième titre en 2015 et un cinquième en 2016.

## Les constructeurs engagés en 2009
- Honda avec la CBR600RR
- Yamaha avec la YZF R6
- Suzuki avec la GSX-R600
- Kawasaki avec la ZX-6R
- Triumph avec la Daytona 675

## Palmarès en championnat du monde
| Année                | Champion              | Moto                 | Constructeur                      |
| Championnat d'Europe | Championnat d'Europe  | Championnat d'Europe | Championnat d'Europe              |
| -------------------- | --------------------- | -------------------- | --------------------------------- |
| 1990                 | Howard Selby          | Yamaha               | Yamaha                            |
| 1991                 | Luis d'Antin          | Honda                | Honda                             |
| 1992                 | Stefan Scheshowitsch  | Honda                | Honda                             |
| 1993                 | Michael Paquay        | Honda                | Honda                             |
| 1994                 | Yves Briguet          | Honda                | Honda                             |
| 1995                 | Michael Paquay        | Ducati               | Ducati                            |
| 1996                 | Fabrizio Pirovano     | Ducati               | Ducati                            |
| World Series         |                       |                      |                                   |
| 1997                 | Paolo Casoli          | Ducati               | Ducati                            |
| 1998                 | Fabrizio Pirovano     | Suzuki               | Suzuki                            |
| Championnat du monde |                       |                      |                                   |
| 1999                 | Stéphane Chambon      | Suzuki               | Yamaha                            |
| 2000                 | Jörg Teuchert         | Yamaha               | Yamaha                            |
| 2001                 | Andrew Pitt           | Kawasaki             | Yamaha                            |
| 2002                 | Fabien Foret          | Honda                | Suzuki                            |
| 2003                 | Chris Vermeulen       | Honda                | Honda                             |
| 2004                 | Karl Muggeridge       | Honda                | Honda                             |
| 2005                 | Sébastien Charpentier | Honda                | Honda                             |
| 2006                 | Sébastien Charpentier | Honda                | Honda                             |
| 2007                 | Kenan Sofuoğlu        | Honda                | Honda                             |
| 2008                 | Andrew Pitt           | Honda                | Honda                             |
| 2009                 | Cal Crutchlow         | Yamaha               | Honda                             |
| 2010                 | Kenan Sofuoğlu        | Honda                | Honda                             |
| 2011                 | Chaz Davies           | Yamaha               | Yamaha                            |
| 2012                 | Kenan Sofuoğlu        | Kawasaki             | Kawasaki                          |
| 2013                 | Sam Lowes             | Yamaha               | Kawasaki                          |
| 2014                 | Michael van der Mark  | Honda                | Honda                             |
| 2015                 | Kenan Sofuoğlu        | Kawasaki             | Kawasaki                          |
| 2016                 | Kenan Sofuoğlu        | Kawasaki             | Kawasaki                          |
| 2017                 | Lucas Mahias          | Yamaha YZF-R6        | GRT Yamaha Official WorldSSP Team |
| 2018                 | Sandro Cortese        | Yamaha YZF-R6        | Yamaha                            |
| 2019                 | Randy Krummenacher    | Yamaha YZF-R6        | Yamaha                            |
| 2020                 | Andrea Locatelli      | Yamaha YZF-R6        | Yamaha                            |
| 2021                 | Dominique Aegerter    | Yamaha               | Yamaha                            |
| 2022                 | Dominique Aegerter    | Yamaha               | Yamaha                            |